# Mortel Rendez-vous
Pour plus de détails, voir Fiche technique et Distribution.
Mortel Rendez-vous (A Friend to Die For) est un téléfilm américain réalisé par William A. Graham et diffusé le 26 septembre 1994 sur NBC.
Il est basé sur l'histoire vraie du meurtre de Kirsten Marina Costas (1968-1984), une lycéenne américaine de quinze ans tuée par sa camarade de classe, Bernadette Protti, le 23 juin 1984 à Orinda en Californie.

## Synopsis
À Santa Mira, une ville fictive de Californie, une jeune lycéenne aux apparences innocentes et en mal de popularité tue son modèle sur un coup de folie.

## Fiche technique
- Titre original : A Friend to Die For
- Titre français : Mortel Rendez-vous
- Réalisation : William A. Graham
- Scénario : Randall Sullivan (roman) et Dan Bronson
- Société de production : Steve White Productions
- Photographie : Robert Steadman
- Musique : Chris Boardman
- Pays :  États-Unis
- Langue : Anglais
- Durée : 87 minutes
- Genre : Drame
- Classification : déconseillé aux moins de 10 ans
- Dates de première diffusion :
  - États-Unis : 26 septembre 1994 sur NBC
  - France : 12 mai 1998 sur M6

## Distribution
- Tori Spelling (VF : Stéphanie Murat) : Stacy Lockwood
- Kellie Martin (VF : Valérie Siclay) : Angela Delvecchio
- James Avery : Agent Gilwood
- Terry O'Quinn (VF : Patrick Guillemin) : Ed Saxe
- Valerie Harper : Mme Del Vecchio
- Andy Romano (VF : Joseph Falcucci) : M. Delvecchio
- Kathryn Morris : Monica
- Christa Miller (VF : Natacha Muller) : Terri
- Jenna Leigh Green : Meridith Ladd
- Marley Shelton (VF : Laurence Sacquet) : Jamie Hall
- Robyn Bliley : Courtney
- Christine Cattell : Carol Lake
- Portia Dawson : Lark Girl
- Elizabeth Lambert : Coach
- Alix Koromzay : Alicia
- Helen Brown

## Commentaire
- Au Royaume-Uni mais aussi parfois aux États-Unis, le téléfilm a également été diffusé sous le titre Death of a Cheerleader.